# Dose equivalente
A dose equivalente é uma grandeza física que descreve o efeito relativo dos distintos tipos de radiações ionizantes sobre os tecidos vivos. Sua unidade de medida é o Sievert. A dose equivalente é um valor com maior significado biológico que a dose absorvida.
A dose equivalente H é calculada multiplicando a dose absorvida D por um fator de avaliação ou {\displaystyle w_{R}} (pelas siglas em inglês de radiation weighting factor). Se obtém multiplicando o fator de qualidade Q (que vale 1 para raios X, raios gama e partículas beta, mas que é maior para prótons, nêutrons e partículas alfa), por um fator modificado N, que vale 1 para fontes externas de radiação, mas que pode tomar outro valor definido por uma autoridade competente quando é usada para fontes internas. Se calcula segundo a seguinte equação:
{\displaystyle H_{T}=\sum _{\mathrm {R} }w_{R}*D_{T,R}}